# جک روترفورد (بازیگر)
جک روترفورد (انگلیسی: Jack Rutherford; ۱۲ آوریل ۱۸۹۳ – ۲۱ اوت ۱۹۸۲) بازیگر اهل بریتانیا بود.
از فیلم‌ها یا برنامه‌های تلویزیونی که وی در آن نقش داشته‌است می‌توان به کلئوپاترا اشاره کرد.